# روبرت ميانو
روبرت ميانو (بالإنجليزية: Robert Miano)‏ هو ممثل أمريكي، ولد في 25 سبتمبر 1942 بنيويورك في الولايات المتحدة.

## أعمال

### أفلام
- (1974) أمنية الموت
- (1997) دوني براسكو[3]
- (2005) إديسون

## وصلات خارجية
- روبرت ميانو على موقع IMDb (الإنجليزية)
- روبرت ميانو على موقع روتن توميتوز (الإنجليزية)
- روبرت ميانو على موقع قاعدة بيانات الفيلم (الإنجليزية)